# Jugoslavija na Svetovnem prvenstvu v hokeju na ledu 1982
Jugoslavija je na Svetovnem prvenstvu v hokeju na ledu 1982 C, ki je potekalo med 19. in 28. marcem 1982 v Španiji, s petimi zmagami in dvema porazoma osvojila drugo mesto ter se s tem uvrstila v skupino B svetovnega hokeja.

## Tekme
| 19. marec 1982 | Japonska | 7–5 | Jugoslavija | Jaca |

| Poročilo tekme | Poročilo tekme | Poročilo tekme | Poročilo tekme | Poročilo tekme |
| -------------- | -------------- | -------------- | -------------- | -------------- |
|                |                | (2:3,4:1,1:1)  |                |                |

| 20. marec 1982 | Španija | 0–6 | Jugoslavija | Jaca |

| Poročilo tekme | Poročilo tekme | Poročilo tekme | Poročilo tekme | Poročilo tekme |
| -------------- | -------------- | -------------- | -------------- | -------------- |
|                |                | (0:3,0:3,0:0)  |                |                |

| 22. marec 1982 | Jugoslavija | 4–5 | Madžarska | Jaca |

| Poročilo tekme | Poročilo tekme | Poročilo tekme | Poročilo tekme | Poročilo tekme |
| -------------- | -------------- | -------------- | -------------- | -------------- |
|                |                | (0:2,1:2,3:1)  |                |                |

| 23. marec 1982 | Jugoslavija | 21–2 | Južna Koreja | Jaca |

| Poročilo tekme | Poročilo tekme | Poročilo tekme | Poročilo tekme | Poročilo tekme |
| -------------- | -------------- | -------------- | -------------- | -------------- |
|                |                | (6:1,7:0,8:1)  |                |                |

| 25. marec 1982 | Jugoslavija | 7–2 | Danska | Jaca |

| Poročilo tekme | Poročilo tekme | Poročilo tekme | Poročilo tekme | Poročilo tekme |
| -------------- | -------------- | -------------- | -------------- | -------------- |
|                |                | (1:1,3:1,3:0)  |                |                |

| 27. marec 1982 | Jugoslavija | 9–5 | Francija | Jaca |

| Poročilo tekme | Poročilo tekme | Poročilo tekme | Poročilo tekme | Poročilo tekme |
| -------------- | -------------- | -------------- | -------------- | -------------- |
|                |                | (2:2,3:3,4:0)  |                |                |

| 28. marec 1982 | Jugoslavija | 7–1 | Bolgarija | Jaca |

| Poročilo tekme | Poročilo tekme | Poročilo tekme | Poročilo tekme | Poročilo tekme |
| -------------- | -------------- | -------------- | -------------- | -------------- |
|                |                | (1:0,3:0,3:1)  |                |                |